# Charles Rabemananjara
Charles Rabemananjara (Antananarivo, 9 giugno 1947) è un militare e politico malgascio.
Ha ricoperto la carica di Primo ministro del Madagascar dal 20 gennaio 2007 al 17 marzo 2009.